# 阮小七

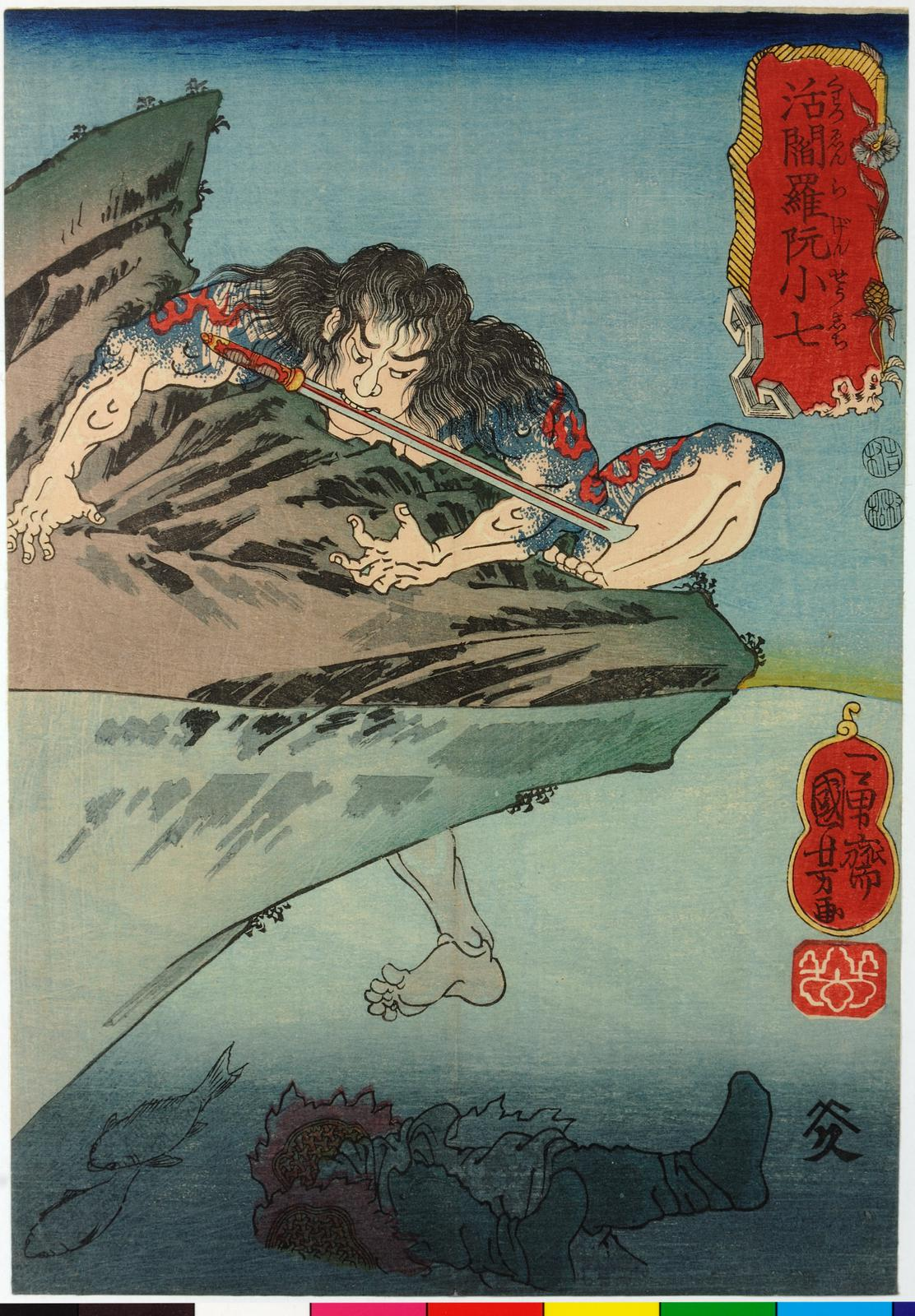
阮小七

阮 小七（げん しょうしち、Ruǎn Xiǎoqī）は、中国の小説で四大奇書の一つである『水滸伝』の登場人物。
梁山泊第三十一位の好漢。天敗星の生まれ変わり。渾名は活閻羅（かつえんら）。阮三兄弟の末弟。二人の兄、阮小二、阮小五とともに漁師をしており、後述する性格、にきび面などの描写からは登場時まだ10代後半だったと思われるが、渾名の「この世の閻魔」が示すように荒くれ者として近隣には恐れられていた。ただ、作中の阮小七は荒くれ者というよりは、末弟という事もあってはきはき明るいお調子者で、どうしようもない悪戯をして梁山泊の一同を笑わせることもあった。ただそのお調子者の性格は官憲とは相容れず、結局それが彼が後に得た地位を失う原因となった。

## 生涯
梁山泊に程近い石碣村の漁師の三男として生まれた。二人の兄と共に漁で生計を立てていたが、厳しい税の取立てや、梁山泊の山賊のせいで暮らしは厳しく、まともに仕事をするのも馬鹿馬鹿しいと考えた彼は博打や闇商売にも手を出しゴロツキのような生活をしていたが、いつかでかい事をしてやろうと考えていた。ある日、近隣でも知恵者として名高い呉用が訪ねて来た。この時阮小二と呉用はお互いを上座に据えようとして押し問答になったが、小七は即座に「小二兄貴は家の主なんだから上座、呉先生は客なんだから下座でいいだろ」と答え、呉用にてきぱきしていると褒められた。三人は生活の窮状をこぼし、腕を振るう場所がないと嘆くと、呉用はある作戦を切り出した。彼が言う事には、東渓村の庄屋晁蓋が北京の梁世傑が都の宰相蔡京に贈る十万貫の賄賂を奪う計画を立てており、それに協力して欲しいのだという。小七達は晁蓋が立派な人物であると聞いていたし、力を持て余していたので、喜んで協力することにした。
その後、計画は見事成功。晁蓋たちは官憲の追及を逃れて梁山泊へ逃げ込み、クーデターを起こし元の首領を討った林冲の手によって晁蓋が新たな首領となり、阮小七らも頭領に名を連ねた。その直後攻めて来た州の討伐隊を兄弟と共に漁師の経験と梁山泊の地形を利用した水上戦で翻弄、全滅させた。その後も兄弟共々水軍の要として働き、官軍の凌振率いる大砲部隊を壊滅させるなど活躍したが、関勝との戦いでは抜け駆けで捕まった張横を救出するため独断で出陣、罠にかかって自身が捕まってしまうなど失敗もした。
百八星集結後も引き続き水軍頭領の一人として活躍するが、朝廷の帰順には絶対反対の姿勢で、小七は朝廷の使者をだまして御酒をどぶろくと入れ替え他の頭領たちの怒りを買わせて一度は帰順の話を無しにするという、とんでもない悪戯をやってのける。しかし結局梁山泊は朝廷に帰順、阮小七も渋々これを受け入れ官軍として要所要所で働くが、兄や他の水軍頭領ともども宋江に不満をぶちまけるなど最後まで朝廷への不信感を露にしていた。
方臘討伐の最終決戦では、他の水軍衆と共に偽投降をして内側から敵本拠を攻撃する大役を務めたが、長兄小二は既に亡く、次兄小五もこの戦いで命を落としてしまった。敵本拠陥落後、阮小七は方臘の着ていた服を身に付け、方臘の真似をして軍内を駆け回った。頭領たちは大笑いしたが、朝廷から派遣されてきた将軍たちは「反逆者、しかも恐れ多くも天子の名を僭称した方臘の真似をするとは何事か!」と怒鳴りつけた。これに小七は激怒して、「もし俺たち梁山泊がいなかったらあんた方なんかとっくに方臘に殺されてるんだぞ!」と食ってかかりあわや斬り合いになりかけたが、この場は呼延灼が治めた。凱旋後、梁山泊の好漢らは官職と爵位を授けられたが、阮小七だけは例の将軍らが裏から手を回したため、直後に与えられた官職をすべて剥奪されてしまった。しかし、小七はこのことをむしろ喜んで故郷の母親の元に戻り、その後は一漁師として60年の天寿を全うした。
『水滸後伝』にも登場して、晁蓋、宋江を侮辱した悪徳役人の張通判を斬り殺して、李俊らの下に合流した。